# تترای باله‌خونی
تترای باله‌خونی (نام علمی: Aphyocharax anisitsi)، گونه‌ای از کاراسین‌ها از حوضه رودخانه پارانا در آمریکای جنوبی است. باله خونی یک تترای نسبتاً بزرگ است که اندازه آن به ۵٫۵ می‌رسد. ویژگی بارز آن (همان‌طور که از نامش پیداست) رنگ قرمز خونی دم، باله پشتی، مقعدی و باله چربی است، در حالی که بدنی به رنگ نقره ای است.
تتراهای باله‌خونی ماهی‌های بسیار مقاومی هستند، از این‌رو برای تازه‌کارها ماهی مناسب و محبوبی هستند.

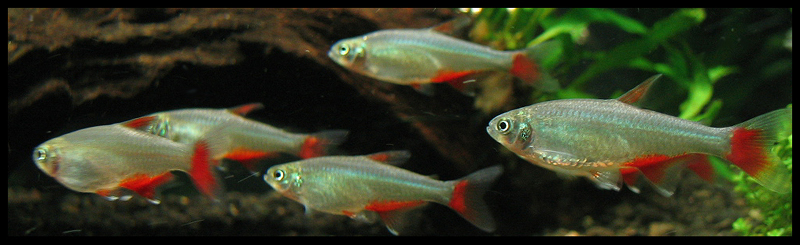
دسته‌ای از تترای باله‌خونی

## مراقبت از آکواریوم
تتراهای باله‌خونی معمولاً در گروه‌های حداقل ۵ عددی نگهداری می‌شوند. آنها عمدتاً در لایه‌های بالایی و میانی آب شنا می‌کنند و ماهی‌هایی بسیار اجتماعی هستند و به خوبی با انواع دیگر تتراها و به‌طور کلی ماهی‌های گرمسیری بخوبی کنار می‌آیند. به همین دلیل اغلب (مانند بسیاری از تتراهای دیگر) در یک آکواریوم بزرگ و در کنار سایر ماهی‌ها نگهداری می‌شوند. آنها تمایل دارند به ماهی‌هایی که باله‌های بلند و مواج دارند، مانند فرشته‌ماهی یا گوپی، تُک بزنند. تتراهای باله خونی را می‌توان به راحتی در آکواریوم بدون بخاری نگهداری می‌شوند، به شرطی که دما از دمای اتاق کمتر نشود. دمای مناسب ۱۸ تا ۲۸٫۵ درجه سانتیگراد و با آب نرم و کمی اسیدی سازگار هستند. آبی نرم برای پرورش آنها ضروری است. اگر آب لوله کشی بخوبی کلر زدایی شود، تتراهای باله خونی می‌توانند با بسیاری از شرایط آبی در اسارت سازگار شوند.

### پرورش
در زمان تخم‌ریزی ماهی از سطح آب می‌پرد و تخم‌های خود را در آب رها می‌کند. تخم‌ها به دلیل سنگین بودن به کف آکواریوم یا آب می‌افتند. تترای باله‌خونی ماده ۳۰۰–۵۰۰ عدد تخم می‌گذارد.